# Маланьино (Ивановская область)
Мала́ньино — деревня в Палехском районе Ивановской области. Входит в Раменское сельское поселение.

## География
Находится на западе Палехского района, в 3,8 км к западу от Палеха (4 км по дорогам).

## История
Деревня Маланьино Вязниковского уезда упоминается в книге Списки населенных мест Владимирской губернии по сведениям 1859 году в 1863 году.

## Известные уроженцы
В деревне Маланьино родился известный художник Александр Егорович Балдёнков (1872—1928).

## Население
| 1859 | 1905 | 2010 |
| ---- | ---- | ---- |
| 110  | ↗115 | ↘1   |